# Centradenia inaequilateralis
Espèce
Centradenia inaequilateralis est une espèce de plantes de la famille des Mélastomatacées.